# Матвей
Матве́й (от др.-евр. מתתיהו matityāhū, matityāh‬, др.-греч. Ματθαῖος — дар Яхве (Бога); Божий человек, дарованный Богом) — мужское русское личное имя древнееврейского происхождения. Старые формы имени: Матфей, Матфий.
Именины: 25 апреля, 13 июля, 22 августа, 11 октября, 18 октября, 29 ноября.

## Известные носители
- Левий Матфей — апостол, автор Евангелия;
- Матвей Габсбург (1557—1619) — император Священной Римской империи.
- Король Матиуш Первый — главный персонаж одноимённой книги (и продолжения) Януша Корчака.

## Фамилии
От имени Матвей образовано несколько фамилий: Матвеев, Матвеенко, Матвиенко, Матвейчев, Матюхин, Матюшин, Матюшкин, Матвейчук, Матвийчук, Матевосян, Матеев, Матейко, Маттинен, Матиассон, Матушек, Мациевский, Мацкевич, Мэтис, Мэтьюс.